# Chiesa di San Giovannino degli Scolopi
La chiesa di San Giovannino degli Scolopi è un luogo di culto cattolico che si trova nel centro storico di Firenze, in via de' Martelli all'angolo con via Gori.

## Storia
Esisteva in questo sito un piccolo oratorio dedicato a san Giovanni Evangelista sin dal 1351, quando un tale Giovanni di Lando della famiglia Gori lasciò una cospicua eredità per l'edificazione dell'edificio di culto. Con l'arrivo della Compagnia di Gesù in città (1557), il granduca Cosimo I affidò ai padri gesuiti la chiesetta ormai malandata, che fu presto riedificata a partire dal 1579, su progetto di Bartolommeo Ammannati, l'architetto di corte. I lavori iniziarono dall'attiguo Collegio; in seguito si iniziò a ricostruire anche la chiesa ispirandosi alla chiesa del Gesù a Roma (1581). I lavori, che proseguivano particolarmente a rilento per quanto riguarda la chiesa, passarono a Giulio Parigi e successivamente ad Alfonso Parigi il Giovane, che terminò l'opera solo nel 1661.
Il progetto dell'Ammannati, con la navata unica coperta a botte su cui si aprivano cappelle poco profonde e allargamento delle due cappelle laterali alla tribuna per formare la croce latina, fu rivisto nei lavori successivi, trasformando la copertura e rendendo la tribuna a forma di abside semicircolare, anziché rettangolare e più stretta della navata.
Il corredo decorativo interno risale per lo più a quegli anni, con Agostino Veracini che affrescò la volta nel 1758 e le statue in gesso di Camillo Caetani. Più antichi (ultimi decenni del Cinquecento) sono invece gli affreschi delle campate superiori di Alessandro Fei detto il Barbiere e le tele di Jacopo Ligozzi, Francesco Curradi e Alessandro Allori. La decorazione riflette il mutamento provocato nell'iconografia dalle nuove regole della Controriforma, con l'esaltazione dei santi missionari, come il San Francesco Saverio del Curradi.
Nel 1756 Leonardo Ximenes fondò all'interno del convento annesso l'Osservatorio Ximeniano, oggi centro di osservazione meteorologica e sismologica (accesso da piazza San Lorenzo). Nella seconda metà del XVIII secolo vi tenne le sue lezioni il gesuita Giuseppe Richa.

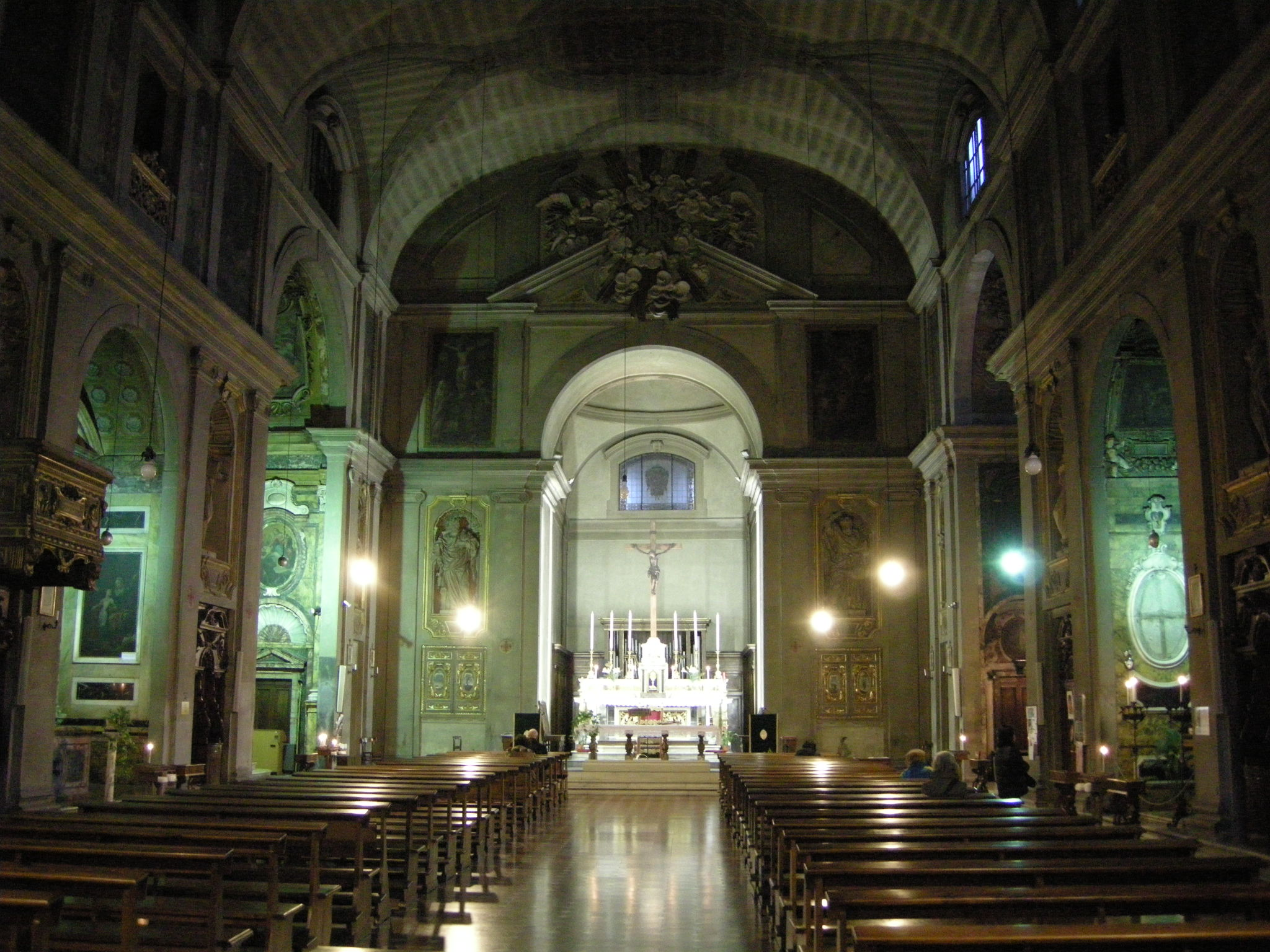
Interno

Dopo la soppressione dell'ordine nel 1775, ai gesuiti subentrarono i Padri Scolopi, che vi poterono trasferire anche le loro scuole nell'edificio attiguo. Nel 1796 furono rifatte con marmi pregiati le prime due cappelle laterali più vicine all'altare, dette di San Bartolomeo e di San Giuseppe.
Nel 1836 il vicino Palazzo Martelli fu annesso al complesso del Collegio, che si trovò così notevolmente ingrandito, e fu rifatta la facciata con il doppio ordine per opera di Leopoldo Pasqui.
Il pavimento fu rinnovato nel corso dell'Ottocento e di nuovo dopo l'alluvione di Firenze del 1966. L'interno fu riallestito, con le tele attualmente disposte, nel 1954.

## Descrizione
L'interno è a unica navata, con cappelle laterali. Alle pareti laterali, nel registro sopra le arcate è un ciclo decorativo che comprende riquadri ad affresco con diverse scene sacre e la decorazione a grottesche delle paraste. L'insieme, importante documento della pittura controriformata a Firenze, risale agli anni ottanta del Cinquecento, dato che Raffaello Borghini nel suo Riposo lo ricorda in lavorazione nel 1584 e dovrebbe essere opera di diversi pittori, tra i quali possono riconoscersi Alessandro Fei del Barbiere, Bartolomeo Carducci, Lorenzo Vaiani dello Sciorina, Bernardino Poccetti e Girolamo Macchietti, al quale dovrebbe spettare il Crocifisso e i dolenti al lato sinistro dell'arcata trionfale
Cappelle laterali di destra
- Primo altare: vi è una tavola con la Crocifissione e i Dolenti attribuita in passato a Girolamo Macchietti, ma di altro autore, da riconoscersi forse in Baccio Tosini, figlio di Michele e databile forse agli anni settanta del Cinquecento.[3] Intorno sono affreschi poco leggibili di Domenico Cresti, detto il Passignano.
- Secondo altare: San Pompilio (1936) di Alberto Zardo e lunette di Pier Dandini.
- Terzo altare: San Niccolò di Giovanni Domenico Campiglia e due ovali di Agostino Veracini.
- Quarto altare: Francesco Saverio di Francesco Curradi, pitture di Anton Domenico Bamberini e stucchi di Girolamo Ticciati; vi si conservano le spoglie del martire san Fiorenzo, morto nel 303 e portato a Firenze nel 1701, in questa chiesa dal 1842.

Cappelle laterali di sinistra
- Primo altare: Angeli, Scala di Giacobbe e Caduta di Lucifero di Jacopo Ligozzi
- Secondo altare (cappella di San Bartolomeo): Cristo e la cananea di Alessandro Allori, ovali di ignoto; nell'ambiente sono sepolti Bartolomeo Ammannati e la moglie, la poetessa Laura Battiferri. Nella pala d'altare si vedono i ritratti dell'Ammannati, nella figura di san Bartolomeo, e della moglie dell'artista, nella donna a destra.
- Terzo altare: San Giuseppe Calasanzio di Antonio Franchi, affreschi ai lati di ignoto.
- Quarto altare: Sant'Ignazio di Lojola di Antonio Puglieschi, ovali di Anton Domenico Bamberini.

Altare maggiore
- Immacolata di Francesco Curradi e San Girolamo di Jacopo Ligozzi

Nel collegio si trova inoltre la tela di Sant'Elena di Giovanni Bizzelli.

## Altre immagini

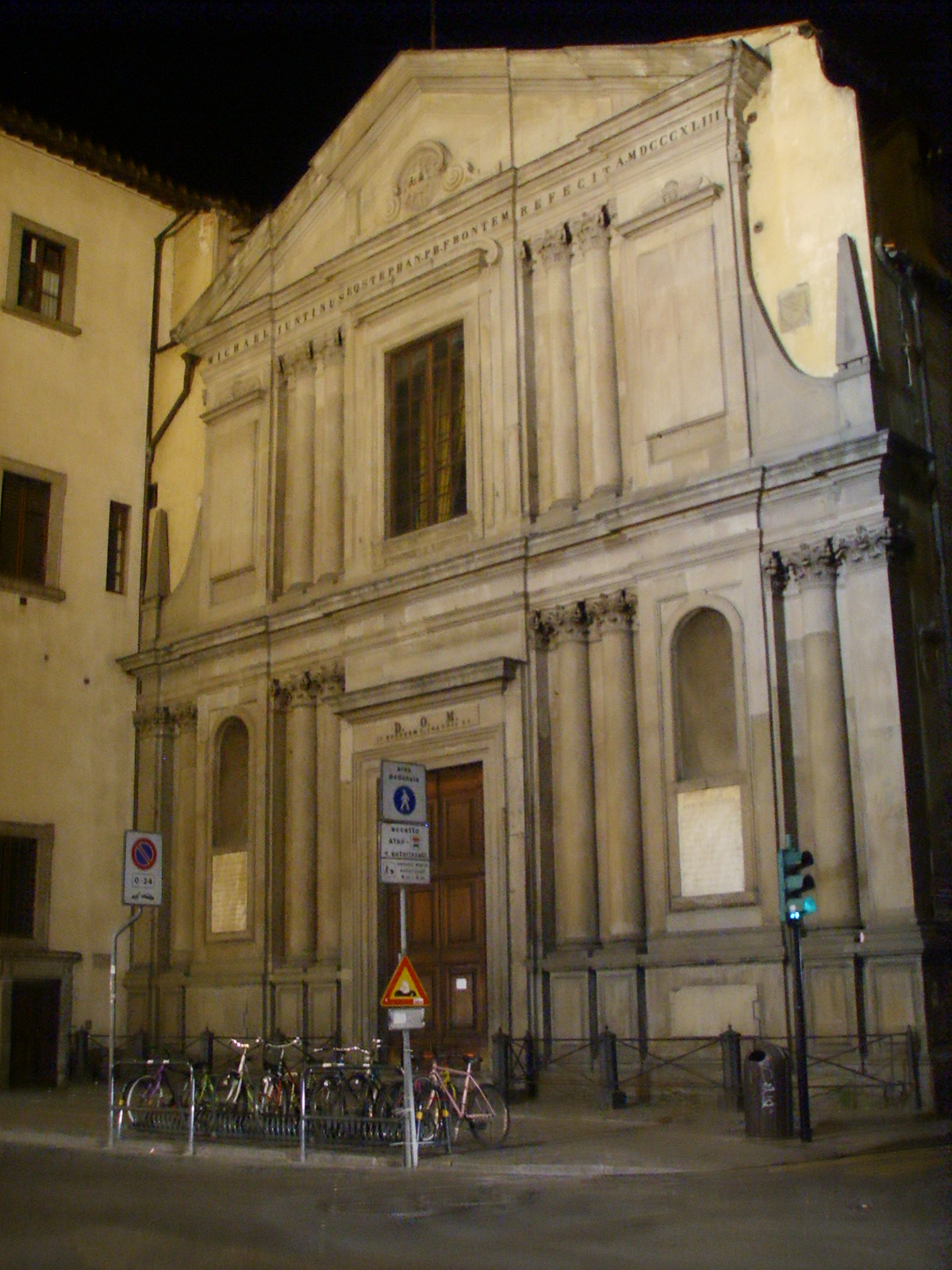
Veduta notturna
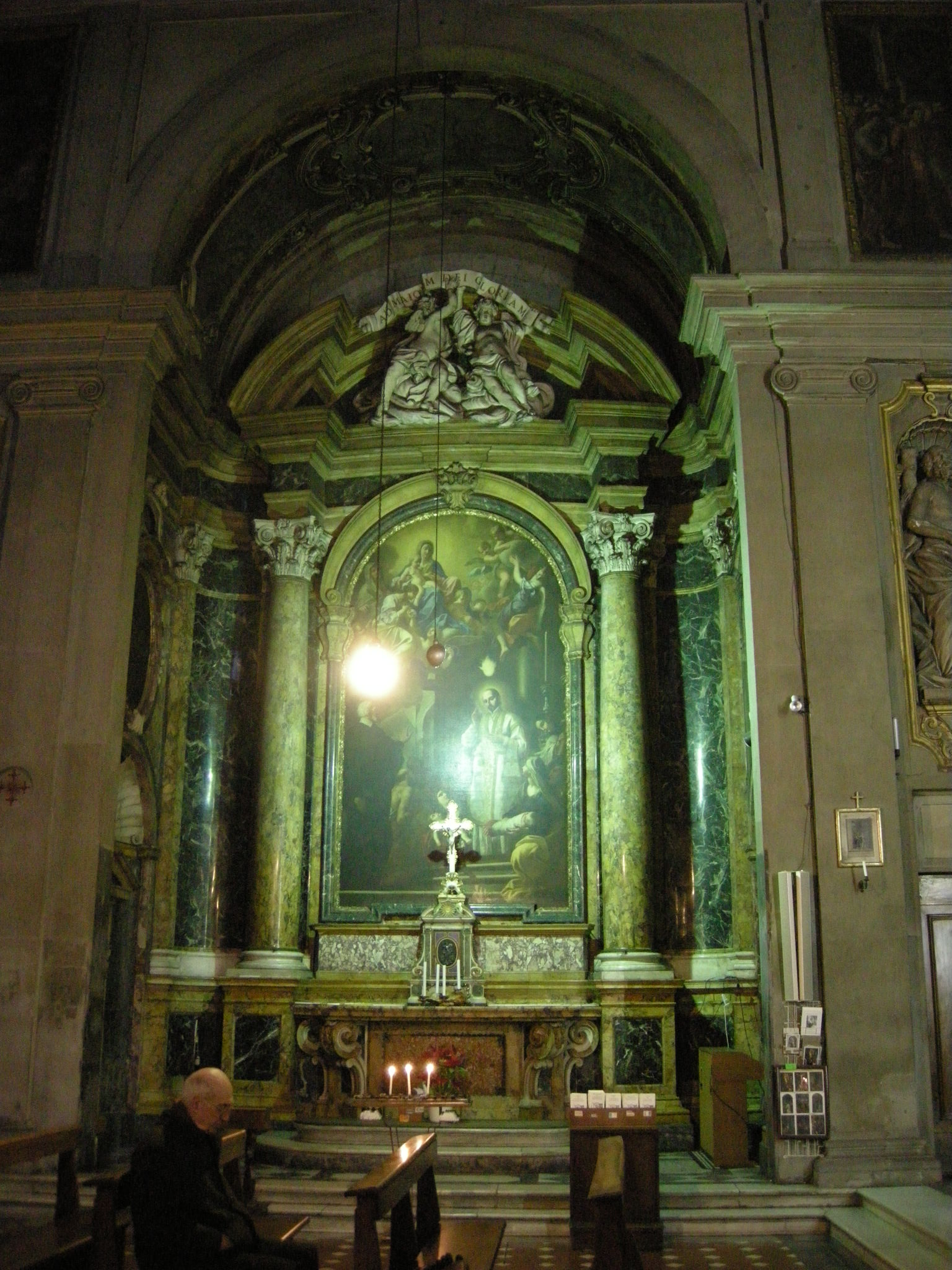
La quarta cappella di destra
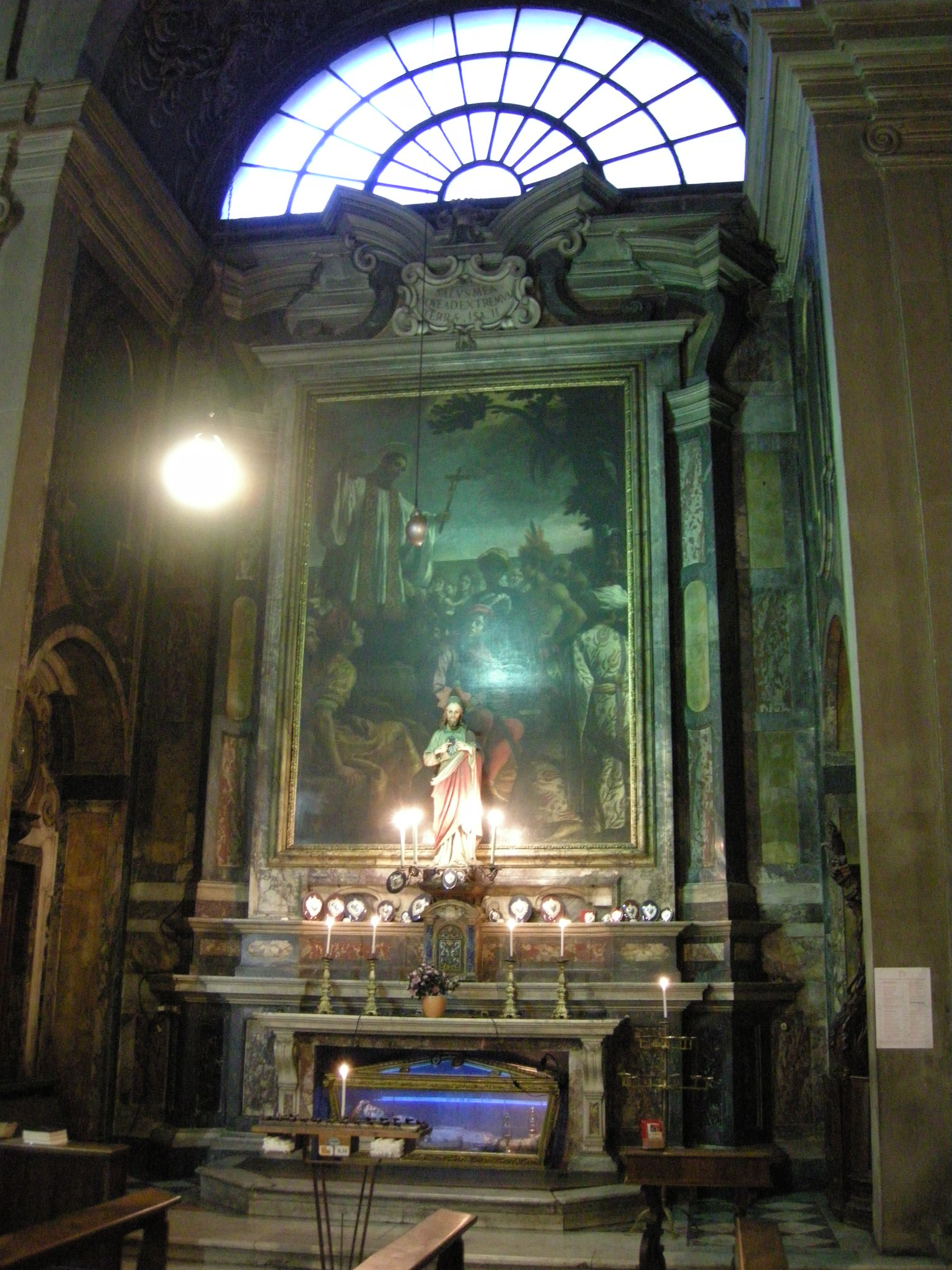
La quarta cappella di sinistra
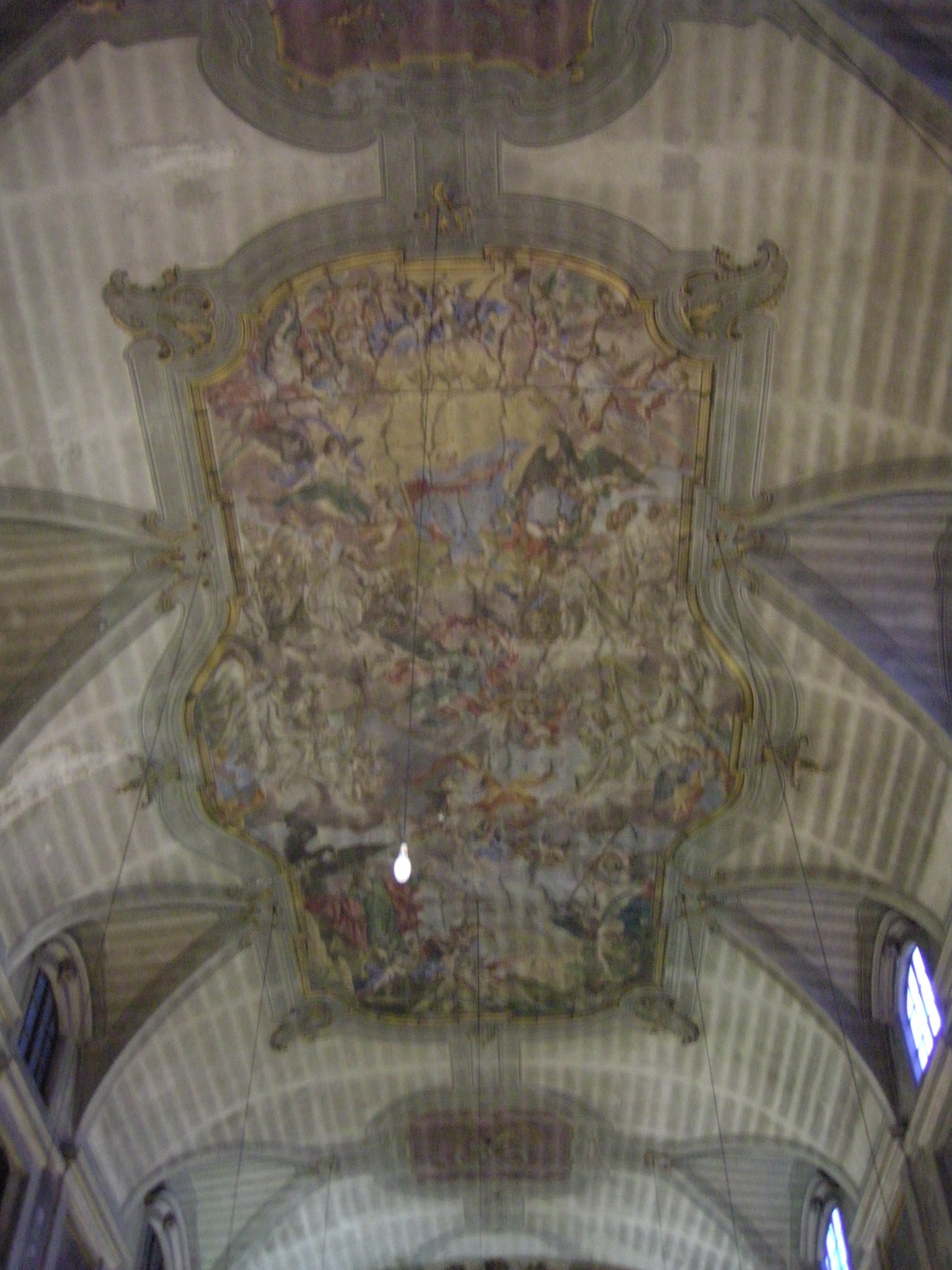
La volta decorata
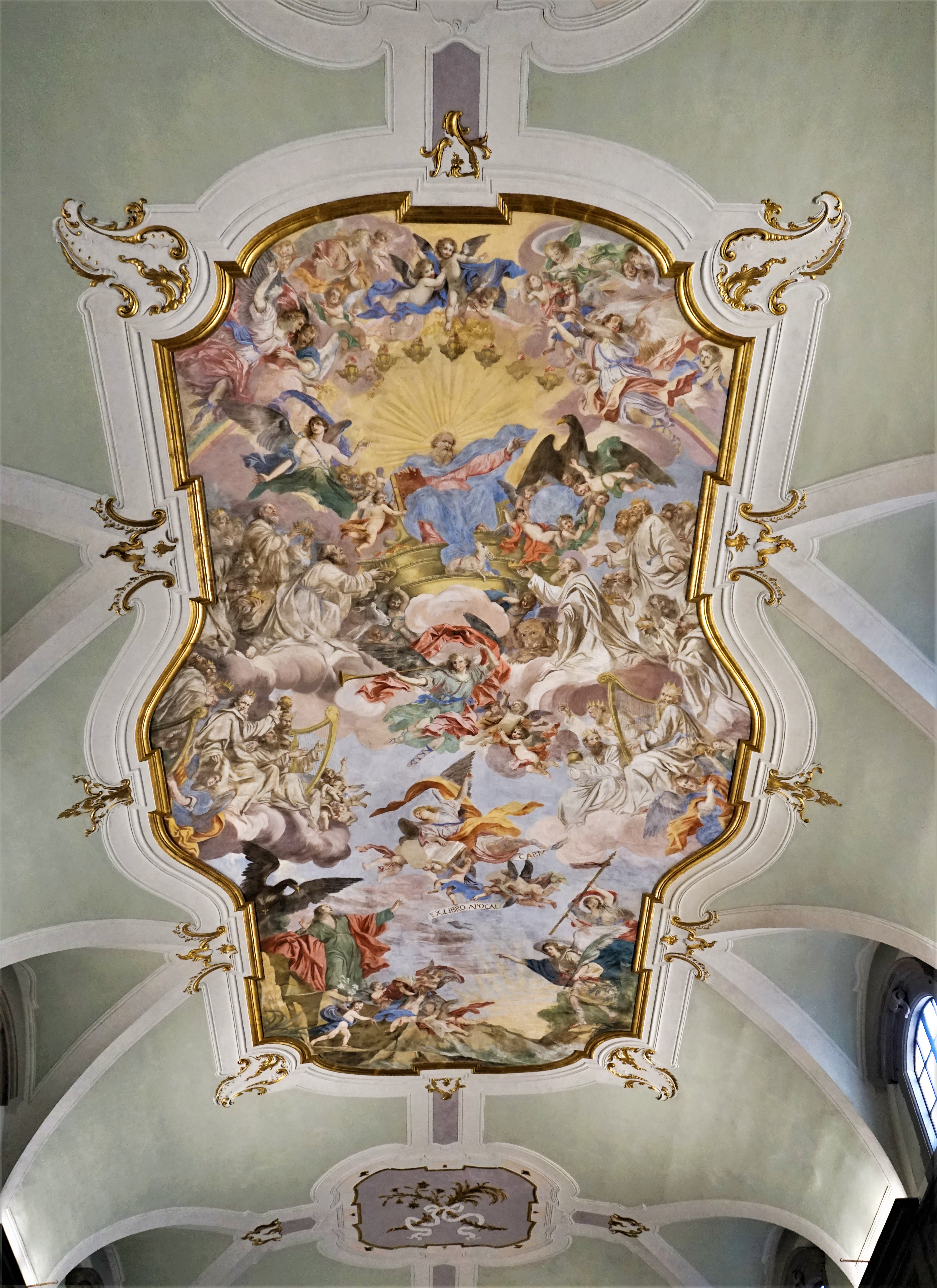
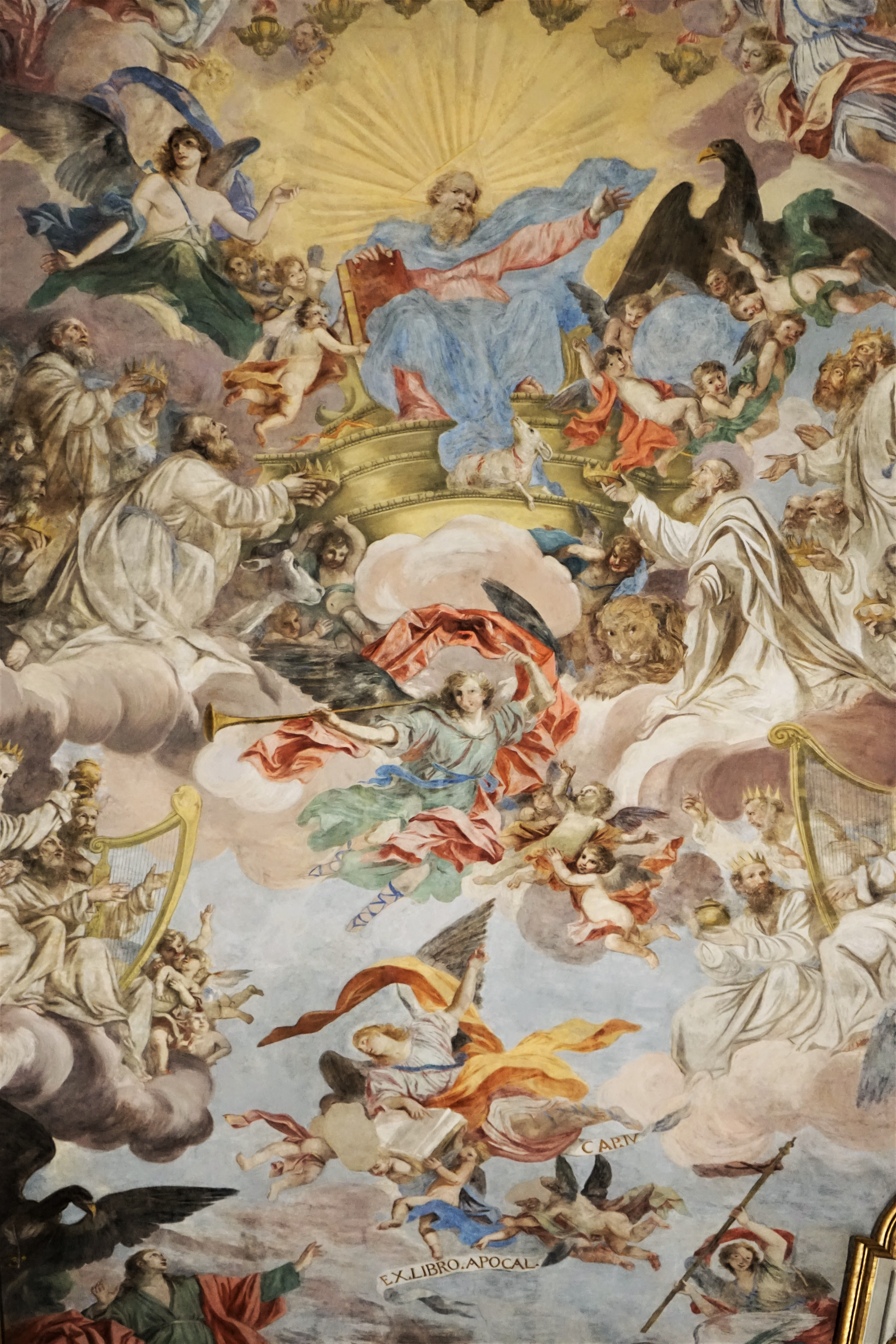